# Pragmatique Sanction (1549)
Pour les articles homonymes, voir Pragmatique Sanction.

Carte des cercles impériaux au début du XVIe siècle. Le cercle de Bourgogne figure en rouge.

La Pragmatique Sanction de 1549 est un édit promulgué le 4 novembre 1549 par l'empereur Charles Quint, aussi souverain des Pays-Bas en tant qu'arrière-petit-fils de Charles le Téméraire, à la suite de la transaction d'Augsbourg du 26 juin 1548. 
Cet édit unifie le régime successoral des dix-sept provinces des Pays-Bas (allant du comté de Frise au comté d'Artois) afin de les maintenir en un bloc indivisible : la succession se fera désormais partout par ordre de primogéniture mâle puis femelle, en ligne directe puis collatérale. Charles  désigne aussi son  fils Philippe, futur roi d'Espagne, comme héritier des Pays-Bas. 
Cette mesure est une étape du processus d'unification commencé par les ducs de Bourgogne de la maison de Valois, mais une autre étape importante est, dix ans plus tard, la réorganisation des diocèses des Pays-Bas avec la création de trois archidiocèses néerlandais.

## Contexte
À la suite de la mort du duc de Bourgogne Charles le Téméraire en 1477, les territoires de l'État bourguignon qui ne sont pas repris par la France au terme de la guerre de Succession de Bourgogne, notamment les provinces formant les Pays-Bas et le comté de Bourgogne (Franche-Comté), passent à la maison de Habsbourg du fait du mariage de Marie de Bourgogne, héritière de Charles le Téméraire, avec Maximilien d'Autriche, celui-ci assumant dès 1482 la régence au nom de son fils Philippe (Philippe le Beau, mort en 1506), puis de son petit-fils Charles (futur Charles Quint).
En 1512, Maximilien, devenu empereur, voulant améliorer l'administration de l'Empire, établit dix cercles impériaux (Reichskreise), parmi lesquels le cercle de Bourgogne, qui regroupe les Pays-Bas et le comté de Bourgogne. En 1519, Charles devient à son tour empereur, après avoir été proclamé souverain des Pays-Bas et duc de Bourgogne (1515), mais aussi roi de Castille et roi d'Aragon (1516). 
Durant son règne, Charles Quint conquiert les territoires néerlandais non soumis aux Habsbourg : le Tournaisis (1521), la Frise (1523), la principauté épiscopale d'Utrecht et l'Overijssel (1528), Groningue et la Drenthe (1536), le Cambrésis, la Gueldre et Zutphen (1543) ; il se libère de la suzeraineté française sur la Flandre et l'Artois (1526) ; il renforce la centralisation (conseil d'État, conseil privé, conseil des finances, mise en place de la régence, confiée à Marie d'Autriche, puis à Marie de Hongrie). Il affirme son pouvoir après la révolte de Gand de 1539 : au delà de la répression individuelle, la ville de Gand est privée de tous ses anciens privilèges.  
En 1548, après avoir vaincu les princes protestants de la ligue de Smalkalde (Mühlberg, 1547), il négocie avec la diète d'Empire l'intérim d'Augsbourg, et, en ce qui concerne les Pays-Bas, la transaction d'Augsbourg, qui fait du cercle de Bourgogne une entité particulière au sein du Saint Empire.

## La Pragmatique Sanction

### Le texte
Il est écrit en français (moyen français). 
Charles se présente au début comme « par la divine clémence Empereur de(s) Romains toujours auguste, Roy de Germanie, de Castille, de Léon, de Grenade, d'Aragon etc. », et par la suite, indique que « avons, ..., de nostre certaine science, authorité et puissance absolute que nos compète ou compéter peut, tant en qualité d'empereur qu'autrement, comme estant respectivement souverain Prince et seigneur desdits Pays, ordonné et ordonnons ... ».
Les territoires concernés sont généralement appelés « Pays de par-deçà », mais, à un autre endroit, « nosdits Pays patrimoniaux et héréditaires d'embas et de Bourgoigne ». 
On peut distinguer cinq parties : 
1) l'exposé des motifs, notamment : « nous avons considéré qu'il importoit grandement à nosdits Pays pour l'entière seureté et establissement d'iceux, que pour l'advenir ils demeurassent tousjours soubs un mesme Prince, pour les tenir en une masse, bien connoissant que, venans à tomber en diverses mains par droict de succession héréditaire, ce seroit l'évidante éversion et ruine d'iceux » ;
2) l'opinion des États des différents pays, qui ont accepté l'uniformisation de la succession en ce qui concerne le prince, mais en demandant que rien ne soit changé en ce qui concerne le droit successoral des particuliers ; 
3) les consultations qui ont eu lieu : auprès des hauts conseils ; de la régente (« nostre tres-chère et très-sauvée seur, la Reyne Douagière de Hongrie, de Bohême etc. pour nous Régente et Gouvernante en nosdits Pays de pardeça ») ; « des Princes de nostre sang, chevaliers de nostre ordre, chefs, présidens et gens de nos consaulx d'estat, privé et des finances » ;
4) la mesure d'uniformisation : « avons ... ordonné, statué et décreté, ordonnons, statuons et décretons pour loy perpétuelle et irrévocable par ces présentes, que dores-en-avant en tous nosdits Pays patrimoniaux et héréditaires d'embas et de Bourgoigne, représentation en matière de succession soit de masles ou femelles, estans selon les anciennes coustumes, droit et privilèges de nosdits Pays bas, capables à succeder, ait et aura lieu en ce que touche la succession du Prince ou Princesse d'iceux Pays, tant en ligne directe que transversalle et jusques au nombre infiny, nonobstant toutes coustumes d'aucuns de nos pays à ce contraires » ;
5) l'énumération des détenteurs de pouvoir concernés, à qui Charles ordonne « que cette nostre présente ordonnance, statut, décret et pragmatique ils entretiennent et observent et fassent entretenir et observer inviolablement et à tousjours pour loy perpétuelle et irrévocable ».

### Territoires et organismes cités

Les Pays-Bas en 1560.
Pays-Bas des Habsbourg
Principauté de Liège
Principauté de Stavelot-Malmedy
Principauté de Cambrésis

La Pragmatique Sanction parle généralement des « Pays de par-deçà » (« pays autour d'ici [de Bruxelles] », c'est-à-dire les Pays-Bas habsbourgeois, par opposition aux « Pays de par delà », c'est-à-dire le comté de Bourgogne (et à l'origine aussi le duché de Bourgogne). Mais, à un autre endroit, Charles Quint parle de « nosdits Pays patrimoniaux et héréditaires d'embas et de Bourgoigne », se référant alors à l'ensemble du cercle de Bourgogne. 
Les territoires concernés sont énumérés dans la dernière partie du texte, en même temps que les autorités déléguées par le prince pour les gouverner :
- le duché de Brabant (« chancellier et gens de nostre conseil de Brabant »)
- le duché de Luxembourg (« président et gens de nostre conseil à Luxembourg »)
- le duché de Gueldre (« gouverneur[3], chancellier et gens de nostre conseil en Gueldres »)
- les pays d'Outremeuse : le duché de Limbourg, le comté de Fauquemont, le comté de Dalhem et autres (« gouverneur de Limbourg, Faulquemont, Daelhem et d'autres nos pays d'Outremeuse »)
- le comté de Flandre et le comté d'Artois (« gouverneur, présidents et gens de nos consaulx en Flandres et Arthois »)
- le comté de Bourgogne (« Bourgoigne »), ultérieurement Franche-Comté (« président et gens tenant nostre court de parlement à Dole »)
- le comté de Hainaut (« grand baillay[4] de Haynau et gens de nostre conseil à Mons en Haynau »)
- le comté de Hollande (« gouverneur et gens de nostre conseil en Hollande »)
- le comté de Namur (« gouverneur, président et gens de nostre conseil en Namur »)
- la seigneurie de Frise (« gouverneur, président et gens de nostre conseil en Frize »)
- les seigneuries d'Overijssel et de Groningue (« gouverneur d'Overyssel et Groeninghe »)
- la seigneurie d'Utrecht (« gouverneur, président et gens de nostre conseil à Uytrecht »)
- les châtellenies de Lille, de Douai et d'Orchies (« gouverneur[5] de Lille, Douay et Orchies »)
- la ville de Valenciennes, située en Hainaut (« prévost le comte[6] à Valenciennes »)
- le comté de Zélande (« rentmestres[7] de Bewest et Beoisterschelt en Zelande » [à l'ouest et à l'est de l'Escaut])
- la seigneurie de Malines (« escouteth[8] de Malines »).

Sont aussi cités des organismes régissant l'ensemble des Pays-Bas (conseil d'État, conseil privé, grand conseil), ou plusieurs provinces (les chambres des comptes de Lille, de Bruxelles et de La Haye).

## Conséquences
C'est un sujet de brouille entre Charles Quint et son frère Ferdinand, qui pensait que Charles transmettrait les Pays-Bas à sa fille Marie, épouse de Maximilien, fils de Ferdinand.

## Suites
En mai 1559, par la bulle Super Universas, le pape répond à une demande ancienne de réforme de l'organisation des diocèses : remontant à l'époque mérovingienne, ils sont au nombre de six et dépendent d'archidiocèses extérieurs (Reims et Cologne). La réforme établit dix-huit diocèses néerlandais, découpés dans le cadre des limites du cercle impérial de Bourgogne, dont trois archidiocèses locaux : Cambrai, Utrecht et Malines, celui-ci devenant siège primatial des Pays-Bas. 
L'unité ainsi réalisée n'a cependant pas pu être maintenue, pour des raisons politiques (absolutisme de Philippe II) et religieuses (développement du protestantisme aux Pays-Bas) : en 1568, débute le soulèvement, qui aboutira en 1581 à la proclamation d'indépendance des provinces de l'union d'Utrecht (acte de La Haye), première étape dans la création des Provinces-Unies. 
Philippe II et ses successeurs conservent cependant la souveraineté sur les provinces méridionales jusqu'à Anvers inclus, jusqu'en 1714, date à laquelle les Pays-Bas espagnols passeront à la maison d'Autriche en vertu du traité de Rastatt clôturant la guerre de succession d'Espagne déclenchée en 1700 par la mort sans enfant de Charles II d'Espagne.